# Nordhalben Bahnhof
Nordhalben Bahnhof ist ein Wohnplatz des Marktes Nordhalben im Landkreis Kronach (Oberfranken, Bayern).

## Geographie
Die Einöde ist mittlerweile als Haus Nr. 1 und 2 der Gemeindestraße Bahnhof aufgegangen. Im Süden liegt die Bayreuther Schneidmühle, die die Haus Nr. 4 und 7 von Bahnhof trägt. Die Anwesen liegen im tief eingeschnittenen Tal der Rodach. Die Gemeindestraße Bahnhof ist ein Abschnitt der Staatsstraße 2198, die nach Thomasmühle (0,3 km nördlich) bzw. nach Stoffelsmühle verläuft (1,3 km südlich).

## Geschichte
1900 wurde die Rodachtalbahn fertig gestellt. Zu dieser Zeit wurde der Bahnhof auf dem Gemeindegebiet von Nordhalben errichtet.

### Einwohnerentwicklung
| Jahr      | 001900 | 001925 |
| Einwohner | 21     | 50     |
| Häuser    | 2      | 6      |
| Quelle    | [ 3 ]  | [ 4 ]  |

## Religion
Der Ort ist römisch-katholisch geprägt und nach St. Bartholomäus (Nordhalben) gepfarrt.

## Weblink
- Nordhalben in der Ortsdatenbank des bavarikon, abgerufen am 20. August 2021.